# Тан (Рен)
Тан (њем. Tann) град је у њемачкој савезној држави Хесен. Једно је од 23 општинска средишта округа Фулда. Према процјени из 2010. у граду је живјело 4.552 становника. Посједује регионалну шифру (AGS) 6631023.

## Географски и демографски подаци
Тан се налази у савезној држави Хесен у округу Фулда. Град се налази на надморској висини од 371 метра. Површина општине износи 60,4 km². У самом граду је, према процјени из 2010. године, живјело 4.552 становника. Просјечна густина становништва износи 75 становника/km².